# Rosengarten
Rosengarten (Rosaleda), en la actualidad oficialmente denominado m:con Congress Center Rosengarten, es un centro de convenciones en el casco antiguo de Mannheim, Baden-Wurtemberg, Alemania. Fue construido entre 1900 y 1903 en el estilo del Jugendstil según los planes del arquitecto Bruno Schmitz.
|                                                   |
| Friedrichsplatz (Plaza de Federico) y Rosengarten |

|         |
| Fachada |

|         |
| Detalle |

|          |
| De noche |